# For 遊
『For 遊』（ふぉー ゆう）は、2021年3月24日にソニー・ミュージックレコーズから発売された、遊助の10枚目のオリジナルアルバム。

## 解説
9枚目のアルバム『遊言実行』から約1年ぶりのアルバムとなる。
2020年8月25日に発売の「青炎」から2021年1月27日発売の「クローバー」までのシングルが収録されている。
それまでの作品と同じく、遊助がアーティストと「遊turing」した楽曲が収録されている。

## 収録内容

### 初回生産限定盤A
CD
1. 世の中に2文字しか無くなってもいいや [3:54]
作詞：遊助、作曲：Kohei Tsunami
2. 何やってんだか分かんない人へ [4:51]
作詞：遊助、作曲：浦島健太・Furuppe
3. クローバー [4:53]
作詞：遊助、作曲：浦島健太・Furuppe
4. 君の夜に幸せが降れ 遊turing Rude-α [3:43]
作詞：遊助、作曲：遊助・Rude-α・N.O.B.B
5. ばいばい。 [4:06]
作詞：遊助、作曲：N.O.B.B
6. Winning Dance [3:54]
作詞：遊助、作曲：Daisuke“D.I”Imai
7. 青炎 [3:01]
作詞：遊助、作曲：N.O.B.B
8. 新生活～See you again～ 遊turing 寿君 [4:09]
作詞：遊助・寿君、作曲：遊助・寿君・N.O.B.B
9. トロピカル由比ヶ浜 [3:32]
作詞：遊助、作曲：Daisuke“D.I”Imai
10. 君と一緒にいたいから一生に一回 [5:25]
作詞：遊助、作曲：遊助・Hiroto Kikuchi・Akira Sunset
11. CAMPの夜に [3:35]
作詞：遊助、作曲：Kafu Satoh・Wataru Saito
12. Believe 遊turing Anly [3:56]
作詞：遊助・Anly、作曲：遊助・Anly・Akira Sunset (THE SIGNALIGHTS)・APAZZI (THE SIGNALIGHTS)

DVD
「遊助配信ライブ2020＠Toyosu PIT」~History All Songs~
1. HistoryⅠ
2. HistoryⅡ
3. HistoryⅢ
4. HistoryⅣ
5. HistoryⅤ
6. HistoryⅥ
7. HistoryⅦ

### 初回生産限定盤B
CD
1. 世の中に2文字しか無くなってもいいや
2. 何やってんだか分かんない人へ
3. クローバー
4. 君の夜に幸せが降れ 遊turing Rude-α
5. ばいばい。
6. Winning Dance
7. 青炎
8. 新生活～See you again～ 遊turing 寿君
9. トロピカル由比ヶ浜
10. 君と一緒にいたいから一生に一回
11. CAMPの夜に
12. Believe 遊turing Anly

DVD
1. 「何やってんだか分かんない人へ」Music Video
2. Documentary of 何やってんだか分かんない人へ
3. 「君の夜に幸せが降れ 遊turing Rude-α」Music Video
4. Documentary of 君の夜に幸せが降れ 遊turing Rude-α

### 通常盤
CD
1. 世の中に2文字しか無くなってもいいや
2. 何やってんだか分かんない人へ
3. クローバー
4. 君の夜に幸せが降れ 遊turing Rude-α
5. ばいばい。
6. Winning Dance
7. 青炎
8. 新生活～See you again～ 遊turing 寿君
9. トロピカル由比ヶ浜
10. 君と一緒にいたいから一生に一回
11. CAMPの夜に
12. Believe 遊turing Anly
13. 明日よcome on！！ [3:58]
作詞：遊助、作曲：Akihito Tanaka